# Scabricola ocellata
Scabricola ocellata is een slakkensoort uit de familie van de Mitridae. De wetenschappelijke naam van de soort is voor het eerst geldig gepubliceerd in 1831 door Swainson.